# Kartáčový náboj

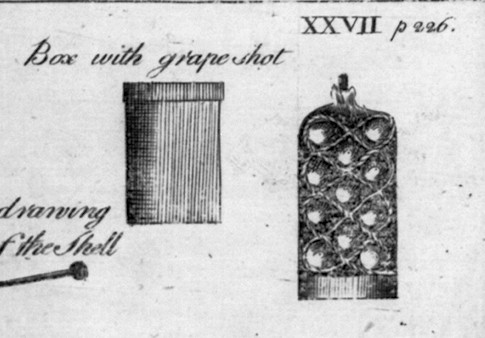
Skica Kartáčového náboje pro dělostřelectvo, detail plánu z Americké revoluce

Kartáčový náboj či jen kartáč je dělostřelecký typ protipěchotní munice.
Na rozdíl od klasického plného náboje (koule) měly tyto náboje lepenkový obal plněný olověnými kuličkami nebo sekaným olovem. Proto se také užíval termín střílet „sekaným olovem“. Místo lepenkového obalu se používaly i plátěné pytlíky plněné sekaným olovem, v nouzi mohly být náboje plněny keramickými nebo skleněnými střepy, hřebíky nebo dokonce úlomky kamenů. Při výstřelu se obal rozpadl a kuličky nebo jiná náplň se vysokou rychlostí kuželovitě rozlétly, působíce zkázu v širokém pásu. Účinek byl podobný výstřelu z brokovnice, ale v mnohem větším měřítku. Kartáčová střela měla na krátkou vzdálenost zdrcující dopad, zvláště při střelbě do hustých řad pěchoty nebo jezdectva.  
Kartáčové střelivo pro dělostřelectvo se používalo od objevení střelného prachu, ale největšího rozšíření dosáhlo během třicetileté války a v 18. – 19. století v pozemních i námořních válkách. Obzvláště účinná byla v napoleonských válkách proti velkým a pravidelným formacím pěchoty. Čím větší skrumáž lidí, tím větší účinek palba měla. V bitvách se používala pro rychlé rozprášení útočící pěchoty, ale pouze na krátkou vzdálenost, tedy asi 400 m.
Během napoleonských válek v 19. století byly kartáčové náboje zdokonaleny, plátěný či lepenkový obal byl nahrazen dřevěným nebo plechovým, což vedlo k lepší kontrole rozptylu a zrychlení palby. Od poloviny 19. století je však začaly vytlačovat účinnější šrapnely.

## Příklady použití kartáčových střel
- V bitvě u Breitenfeldu roku 1631 měla střelba švédské armády z mušket a kartáčová palba devastující účinky na formace nepřítele.
- V bitvě u Varšavy v roce 1650 použili Švédové ve vhodnou chvíli kartáčovou salvu proti přesile zastaralé polské jízdy.
- Napoleon, jako brigádní generál, rozprášil v roce 1795 royalistickou kontrarevoluční vzpouru proti Republice v pařížských ulicích právě kartáčovou střelbou z děl. Ta byla přivezena z předměstí Neuilly-sur-Seine.